# راکانترز
راکانترز (به انگلیسی: The Raconteurs)، گروهِ چهار نفرهٔ راکِ آمریکایی است که در سال ۲۰۰۵ توسط جک وایت و برندن بنسون پایه‌گذاری شد.

## اعضا
- جک وایت: آواز، گیتار، کیبُرد و زایلافون
- برندن بنسون: لید گیتار، آواز و کیبُرد
- جک لاورنس: گیتار بیس و بانجو
- پاتریک کیلر: درام و پرکاشن

## آلبوم‌ها
| تاریخ انتشار | عنوان                 |
| ------------ | --------------------- |
| ۱۶ مه ۲۰۰۶   | سربازان پسر شکست‌خورده |
| ۲۵ مارس ۲۰۰۸ | دلداری‌دهندگان تنهایی  |